# Laukontori
La place de Laukko (finnois : Laukontori) est une place dans le quartier de Nalkala au centre de Tampere en Finlande.

## Description
Laukontori est à quelques centaines de mètres de la place centrale de Tampere.
Laukontori est en bordure du lac Pyhäjärvi et on y trouve le port de Laukontori d'où partent durant l'été des bateaux de croisières à destination, entre autres, de Viikinsaari, Laukko et du port d'Hämeenlinna.
Le nom Laukontori est inscrit au répertoire officiel des noms de rues de  Tampere de  1868 à 1886 puis à nouveau depuis 1897. 
Dans l'intervalle la place s'appelle Kalatori.
Au début du XXe siècle, on construit autour de Laukontori des immeubles d'habitation et la zone est prisée des citadins aisés. 
En 1905, près de la moitié des habitants de Nalkala sont comptés comme membres des catégories sociales supérieures.
Jusqu'aux années 1950, Laukontori était une place de commerce animée où les habitants de la campagne, venus en bateaux à vapeur, venaient vendre leurs produits.

## Lieux et monuments

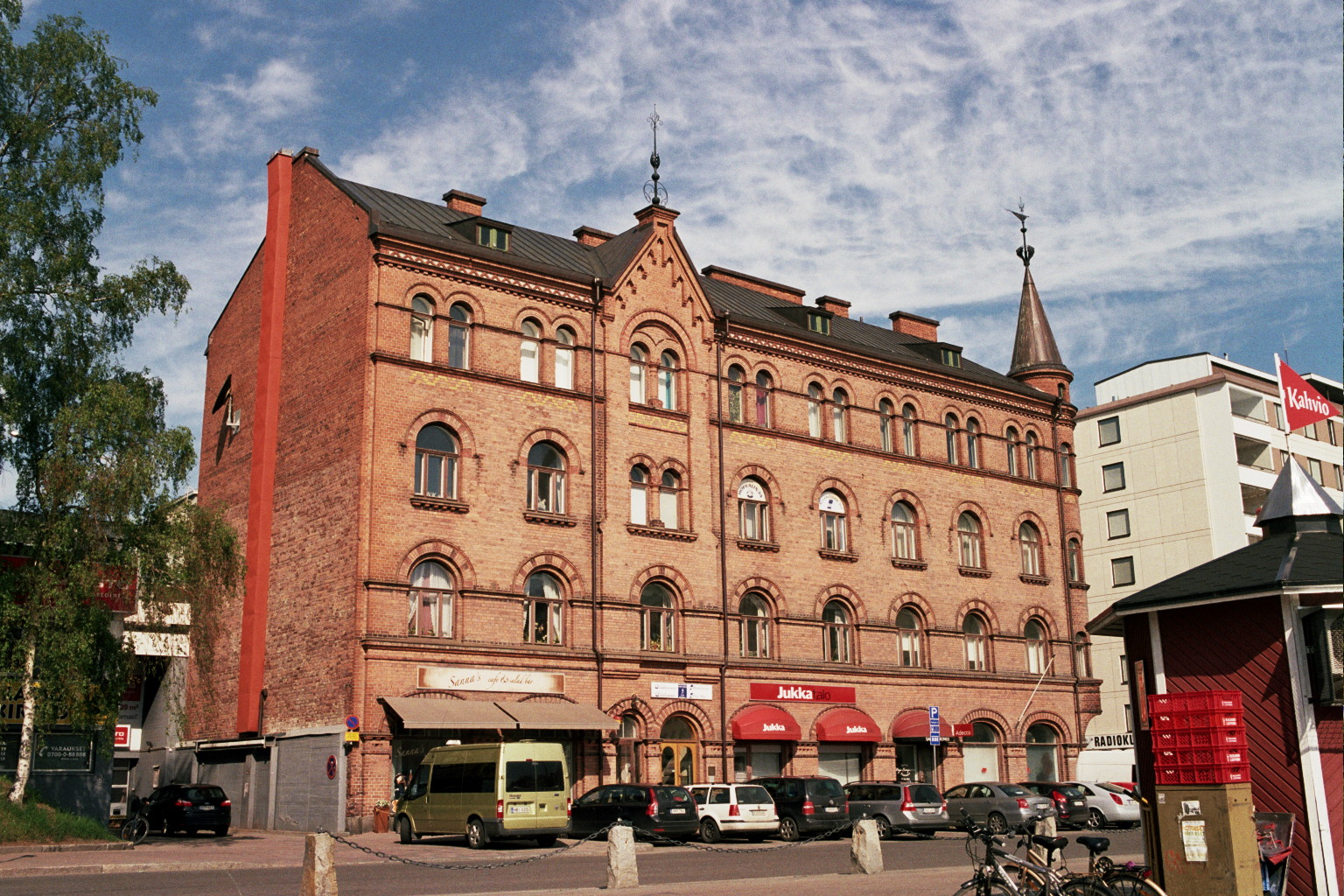
Laukonkulma,  conçu par Arthur af Hällström en 1901,
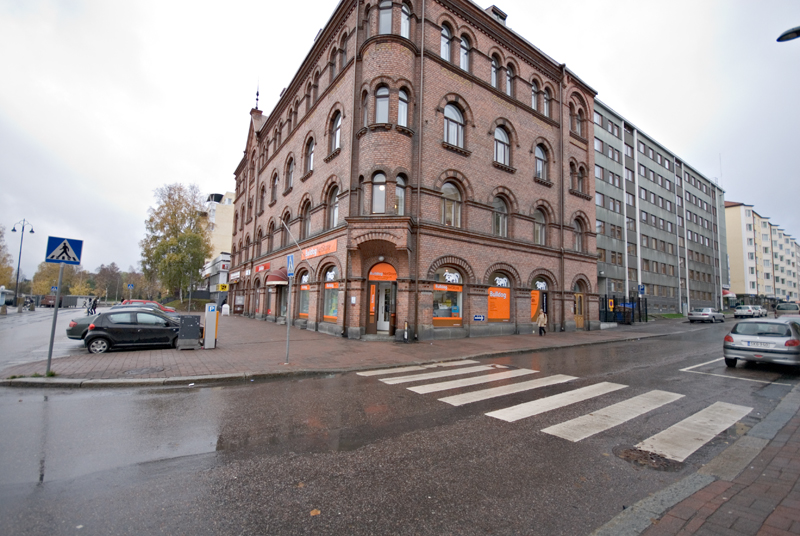
Coin de Satamakatu et Laukontori.
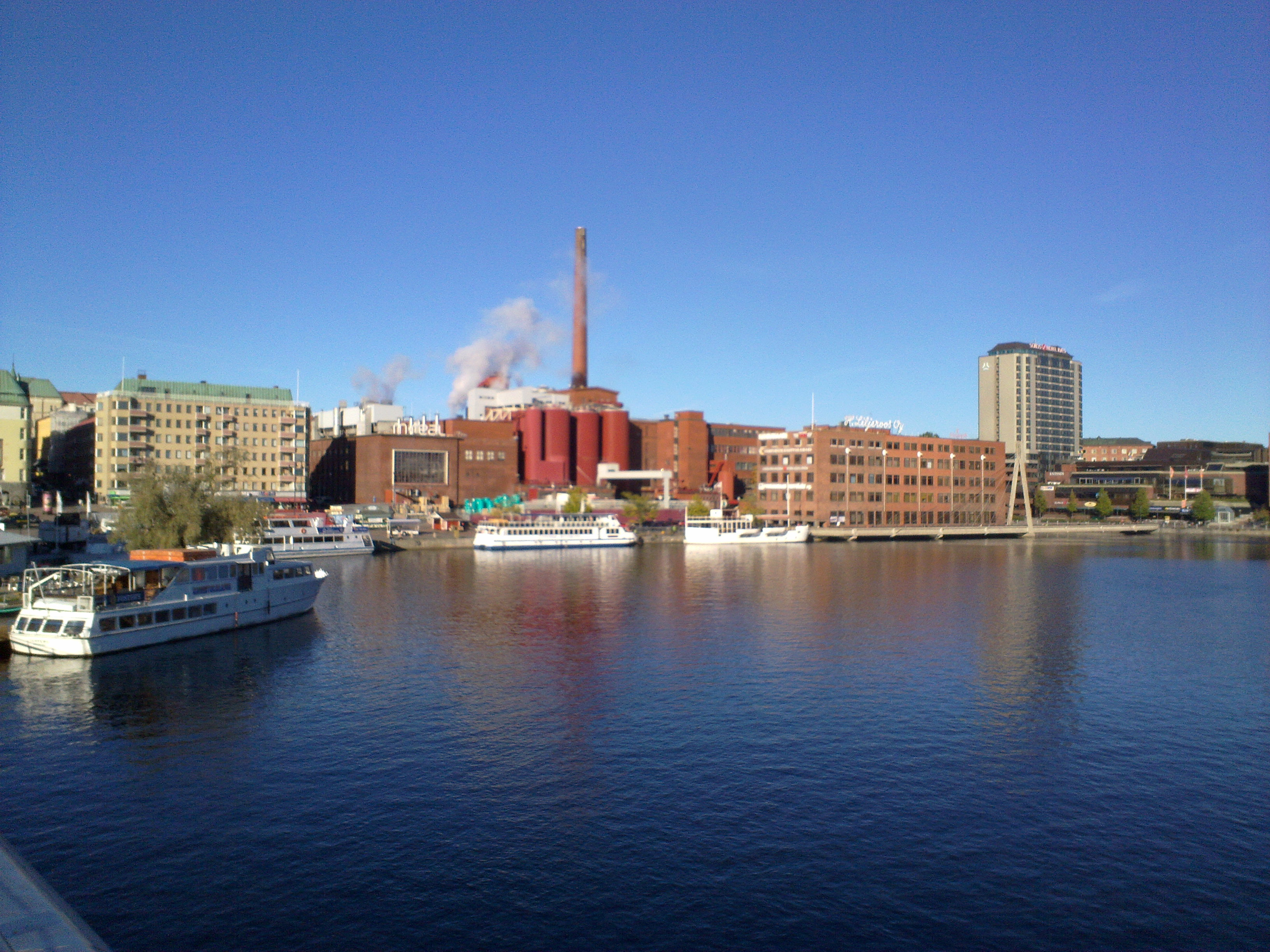
Le port.
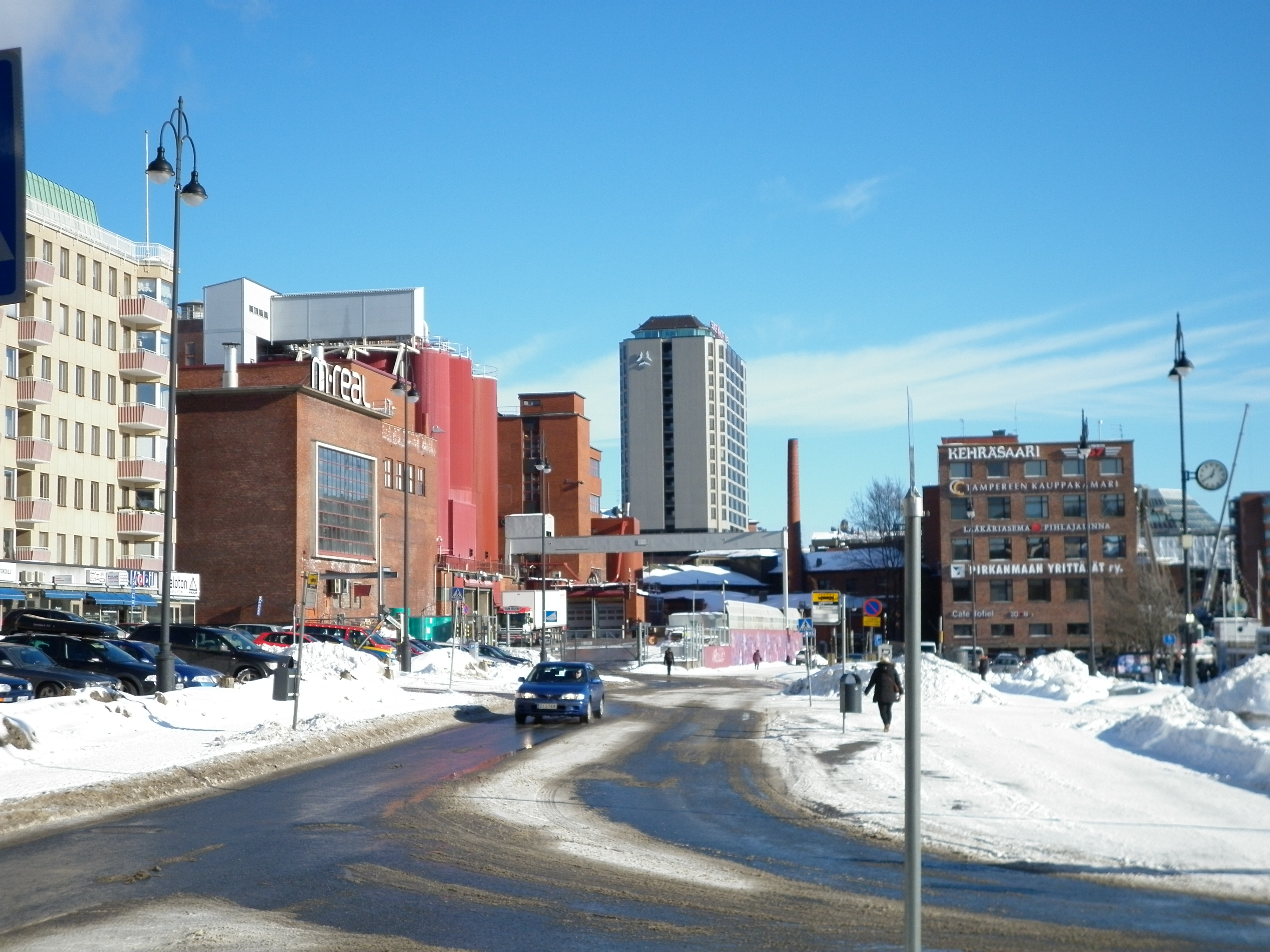
Laukontori.